# شرنیکاو
شرنیکاو (به آلمانی: Schernikau) یک منطقهٔ مسکونی در آلمان است که در بیسمارک (آلتمارک) واقع شده‌است. شرنیکاو ۴۵۰ نفر جمعیت دارد.